# Кайла Молескі
Кайла Молескі (англ. Kayla Moleschi, нар. 25 жовтня 1990) — канадська регбістка, бронзова призерка Олімпійських ігор 2016 року.

## Виступи на Олімпіадах
| Олімпіада           | Дисципліна | Місце |
| ------------------- | ---------- | ----- |
| Ріо-де-Жанейро 2016 | регбі-7    | 3     |

## Зовнішні посилання
- Кайла Молескі — олімпійська статистика на сайті Sports-Reference.com (англ.) (архівна версія)